# Конево (Тюменская область)
Конево — село в Абатском районе Тюменской области России. Входит в Коневское сельское поселение.

## История
Основано в 1726 г. В 1928 г. село Коневское состояло из 191 хозяйства, основное население — русские. Центр Коневского сельсовета Крутинского района Омского округа Сибирского края.

## Население
| 1989 | 2002 | 2010 |
| ---- | ---- | ---- |
| 902  | ↘776 | ↘672 |